# マーク・マッケンナ
マーク・マッケナ (Mark McKenna、1996年5月5日 - ) は、アイルランドの俳優兼歌手です。

## 主な出演作品
- 2016年: シング・ストリート 未来へのうた (Sing Street) — イーモン
- 2017年: レッドウォーター (Redwater) — ジミー
- 2018年: オーヴァーロード (Overlord) — 上等兵マーフィー
- 2019年: ウェイン (Wayne) — ウェイン・マッカロー Jr.
- 2020年: 冬の湖 (The Winter Lake) — コル
- 2021年−2022年: 私たちの一人は嘘をついています (One of Us Is Lying) — サイモン・ケレハー
- 2022年: ダリランド (Dalíland) — アリス・クーパー

## ディスコグラフィ
- 2020年: R.I.P. The Girl Talk
- 2020年: 1, The EP
- 2021年: 2, The EP.